# Игра даминог пешака
Овај чланак користи алгебарску шаховску нотацију како би се описали шаховски потези.
Игра даминог пешака је шаховско отварање које почиње потезом 1. д4. Дели се на мноштво огранака, варијанти и подваријанти. Ово отварање се сматра другим најпопуларнијим отварањем.

## Варијанте
У варијанте Игре даминог пешака спадају сви системи Индијских одбрана, Затворених игара и остали наставци после 1. д4.